# Liman (ruisseau)
Pour les articles homonymes, voir Liman (homonymie).
Le Liman, dit aussi Chenal du Liman ou Riveau, est un petit cours d'eau du sud-ouest de la Charente-Maritime. Long de 8 kilomètres, c'est un affluent de rive gauche de la Seudre, fleuve long de 68,2 km.

## Géographie
Prenant sa source près du hameau de Brie, à Médis, où il se réduit la plupart du temps à un simple filet d'eau, il passe ensuite près de L'Hôpiteau, à Saujon, traverse les marais de l'Aubat, à Saint-Sulpice-de-Royan, où il grossit peu à peu, puis poursuit sa course en direction du nord-ouest, entre les hameaux des Métairies et de La Petite-Éguille, principal écart de la commune de L'Éguille. Bordé de parcs à huîtres (claires d'affinage), il s'intègre au bassin ostréicole de Marennes-Oléron. Quelques centaines de mètres plus loin, il est rejoint par deux petits affluents, le Ruisson Plat et le Ruisseau de la Fontaine. Un pont, dit « pont du Vivier », qui porte la D733 (route Royan-Rochefort) le traverse à proximité de la Prise des Pulles. Il est alors navigable pour certaines embarcations légères, comme les plates ostréicoles ou les canoë-kayaks.
Passant ensuite au sud du bourg de L'Éguille, dont il délimite un des bras de la presqu'île (avec la Seudre qui passe plus au nord), il traverse les prés de l'Agoutail, forme la limite administrative avec la commune de Mornac-sur-Seudre, et vient se jeter dans la Seudre au large du lieu-dit La Pointe.
Au Moyen Âge, comme une grande partie des marais de la Seudre, les marais environnant le Liman étaient occupés par des salines. On y produisait le « blanc de Liman », sel particulièrement réputé et d'une grande pureté.

### Communes et cantons traversés
Dans le seul département de la Charente-Maritime, le Riveau traverse les cinq communes suivantes, de l'amont vers l'aval, de Médis (source), Saujon, Saint-Sulpice-de-Royan, L'Éguille, Mornac-sur-Seudre (confluence).
Soit en termes de cantons, le Riveau prend source dans le canton de Saujon, conflue dans le canton de La Tremblade, le tout dans les arrondissements de Saintes et de Rochefort.

### Bassin versant

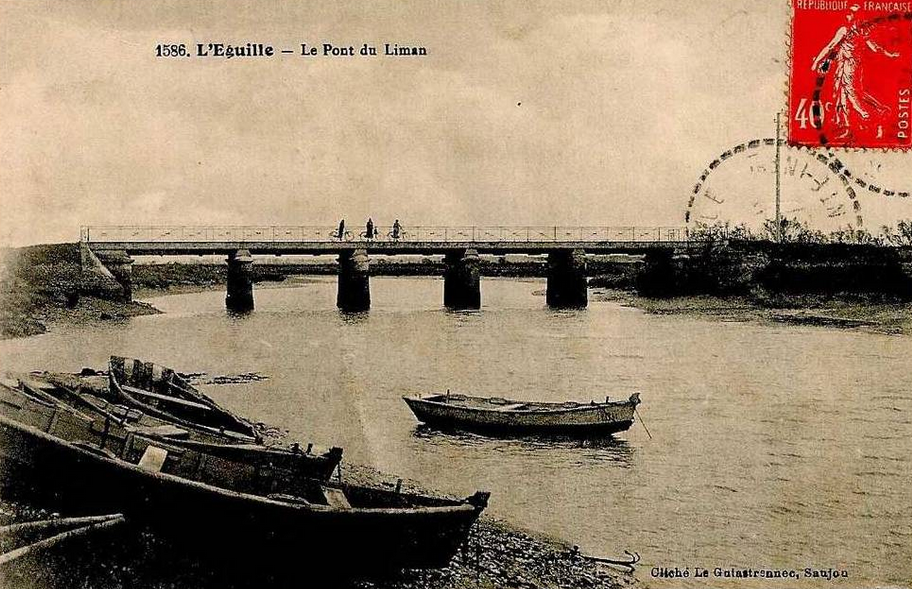
L'ancien pont sur le Liman à l'Éguille-sur-Seudre.

Le Riveau traverse une seule zone hydrographique 'La Seudre du confluent du fossé de Chantegrenouille au confluent du canal de la' (S012) de 561km2. Ce bassin versant est constitué à 77,62 % de « territoires agricoles », à 16,75 % de « forêts et milieux semi-naturels », à 3,29 % de « zones humides », à 2,17 % de « territoires artificialisés », à 0,16 % de « surfaces en eau ».

## Affluents
Le Riveau a un affluent référencé :
- Le Ruisson Plat, 1,3 km sur la seule commune de Saint-Sulpice-de-Royan.

Son rang de Strahler est donc de deux.